# Ngapi
Ngapi (barmsky ငါးပိ) je štiplavá pasta vyrobená z ryb nebo krevet, která se používá v myanmarské kuchyni. Ngapi se obvykle vyrábí fermentací ryb nebo krevet, které se osolí, namelou a poté usuší. Stejně jako sýr lze ngapi rozlišit podle jeho hlavní složky a regionálního původu. Ngapi lze rozlišit podle druhu ryby použité k jeho výrobě. Může pocházet z celých ryb (ngapi kaung), z malých ryb (hmyin ngapi) nebo z krevet (seinza ngapi). Ngapi je hlavní složkou dolnobarmské kuchyně a používá se jako koření nebo přísada do většiny jídel. Syrové ngapi není až na výjimky určeno k přímé konzumaci.
Podobné pasty z fermentovaných mořských plodů se běžně používají i v dalších kuchyních jihovýchodní Asie, a to zejména v malajské kuchyni jako belacan, v thajské kuchyni jako kapi a pla ra, v laoské kuchyni jako padaek či khmerské kuchyni jako prahok.

## Etymologie
Pojem ngapi je složenina, který v barmštině doslova znamená "lisovaná ryba". Tento termín převzala thajština, laoština a khmerština jako kapi. Toto slovo však označuje pastu z krevet, nikoliv rybí pastu. V Bangladéši se pasta z krevet nazývá nappi. Navíc byl díky myanmarským migrantům zaveden pojem ngapi i v Mizóramu, kde se však používá místní pravopis nghapih, odkazující také na pastu z krevet.

## Historie
Ngapi má v Myanmaru dlouhou historii. Výrobci ngapi jsou uvedeni na kamenných a mramorových nápisech v jazyce mon datovaných do období mezi lety 1100 a 1400. Obchod s ngapi byl ekonomicky významný v předkoloniální éře.

## Použití
Ngapi je hlavní přísadou dolnobarmské kuchyně v přímořských pobřežních oblastech na západě a jihu země. Není hlavní složkou tradičních hornobarmských kuchyní, ačkoli v moderní době lepší možnosti dopravy pomohly zvýšit popularitu ngapi i v těchto oblastech. Používá se v široké škále pokrmů, například jako základ polévek či hlavních jídel.